# With you (朝日放送ラジオ)
『with you』（ウィズ・ユー）は、朝日放送ラジオ（ABCラジオ）で2018年1月2日から2021年9月25日まで放送された音楽番組。放送時間は、毎週火曜日 -  金曜日の1:00 - 4:15（JST）。土曜日の2:00 - 4:15（JST）。

## 概要
1983年10月から34年3ヶ月にわたって放送されてきた『もうすぐ夜明けABC』の平日版と、2014年4月から放送された平日版の前枠番組『夜は、おととも』の放送枠を統合したうえで、「日替わりパーソナリティの個性とゆったり聴ける音楽でお楽しみいただく番組」というコンセプトの下にリニューアル。放送上は、『（パーソナリティ名）のwith you』というタイトルを用いる。
『夜は、おととも』『もうすぐ夜明けABC』と同じく、朝日放送ラジオの自社制作とエー・ビー・シーメディアコム（AMC）の制作協力による朝日放送ラジオ本社（大阪市福島区）ラジオスタジオからの生放送番組。「関西地方を中心に活動する女性のフリーアナウンサーなどが1人で進行する」というスタイルの日替わりパーソナリティ制度や、一部のコーナーを両番組から引き継いでいる。その一方で、パーソナリティの顔触れや両番組から一新。『もうすぐ夜明けABC』に続いて演歌や歌謡曲も随時流しているが、選曲の傾向を若干変えている。
通常は、近畿広域圏（朝日放送ラジオの放送対象地域）に向けてAMで放送。近畿広域圏の一部ではワイドFMでも放送しているほか、radikoを利用すれば、日本列島の他の地域からも番組を聴取できる。ただし、2020年8月18日（火曜日）から9月5日（土曜日）までの期間には、AMでの放送を休止した。AM電波の送信を担う朝日放送ラジオ高石送信所の夜間工事に伴う措置だが、生駒山テレビ・FM送信所内の中継局から送信するワイドFMでの放送や、radikoでの同時配信は継続した。
2021年9月1日（水曜日）の放送で廣川陽子より9月25日（土曜日）で番組が終了する旨の告知がなされ、同日で3年9か月の放送に幕を閉じるとともに、『もうすぐ夜明け-』時代を含め延べ38年にわたる特定パーソナリティーが担当する深夜の生ディスクジョッキー番組も終了となった。9月28日（火曜日）未明からは、1:30（土曜・日曜未明のみ3:00）までは日替わりのトーク・ディスクジョッキー番組を放送し、その後の時間帯はノンDJによる事実上のフィラー音楽番組である「R→933」（日曜未明も放送）が生放送されている。
その後、2024年10月改編にて『みっくすっ。』の立ち上げにより、1時台に限って特定パーソナリティーが担当する深夜の生ディスクジョッキー番組が再開される。

## 放送時間
- 火曜日（月曜深夜） - 金曜日（木曜深夜）1:00 - 4:15（2018年1月2日 - 2021年9月24日）
- 土曜日（金曜深夜） 2:00 - 4:15（2021年4月3日 - 9月25日）

### 変遷
| 放送期間   | 放送期間   | 放送時間            | 放送時間            | 放送時間            | 放送時間            | 放送時間            |
| 放送期間   | 放送期間   | 火曜日 （月曜深夜） | 水曜日 （火曜深夜） | 木曜日 （水曜深夜） | 金曜日 （木曜深夜） | 土曜日 （金曜深夜） |
| ---------- | ---------- | ------------------- | ------------------- | ------------------- | ------------------- | ------------------- |
| 2018.01.02 | 2018.05.06 | 1:00 - 4:15         | 1:00 - 4:15         | 1:00 - 4:15         | 1:00 - 4:15         | 1:00 - 4:30         |
| 2018.05.09 | 2018.09.30 | 1:00 - 4:15         | 1:00 - 4:15         | 1:00 - 4:15         | 1:00 - 4:15         | 1:00 - 4:15         |
| 2018.10.03 | 2020.12.29 | 1:00 - 4:15         | 1:00 - 4:15         | 1:00 - 4:15         | 1:00 - 4:15         | 1:00 - 4:30         |
| 2020.01.08 | 2021.03.27 | 1:00 - 4:15         | 1:00 - 4:15         | 1:00 - 4:15         | 1:00 - 4:15         | 1:00 - 4:15         |
| 2021.03.30 | 2021.09.25 | 1:00 - 4:15         | 1:00 - 4:15         | 1:00 - 4:15         | 1:00 - 4:15         | 2:00 - 4:15         |

## コーナー等
- 『夜は、おととも』および『もうすぐ夜明けABC』の火 - 土曜版に続いて、『ABCニュース』『ABC天気予報』『with you ABCラジオショッピング』を内包コーナーとして編成するため、いずれのコーナーでも下記の日替わりパーソナリティが担当日の生放送中に原稿を読む。
- 2:20ぐらいには、『夜は、おととも』での「私の、おととも」に相当するコーナーとして、「私の気にタグ」を全曜日で編成。当日出演のパーソナリティが、出演時点で気になっていることをテーマにトークを展開する。
- 3時台前半に　「私の気にタグ」とは別にトークする。各曜日ごとにトークテーマあり。
- 2:40ごろには、パーソナリティが想い出の曲をセレクトし語る「マイ・ソング・ウィズ・ユー」を編成。
- 2時台と3時台真ん中にたまにゲストコーナー「Tea for two」あり。パーソナリティがインタビュー。
- 3時台の後半には、『もうすぐ夜明けABC』に続いて、パーソナリティが当日の『朝日新聞』大阪本社版朝刊から1 - 2本の記事について概要を紹介する。
- 山本が担当していた時期、土曜日4時前にジャズをかけていた。
- 番組内のジングルのうちの一つに使用されている曲は、平松愛理の「君にしとけば良かったなんて」（5枚目のシングルCD「素敵なルネッサンス」、アルバム「My Dear」に収録）のイントロ及びエンディング部分。
- また、エンディングのテーマ曲は渡辺貞夫の「モーニング・アイランド」。

## パーソナリティ

### 放送終了時
2021年4月第3週以降。土曜の野村以外は全放送期間を担当。
- 火曜日（月曜深夜）中倉真梨子[9]
- 水曜日（火曜深夜）廣川陽子
- 木曜日（水曜深夜）塩田えみ[10]
- 金曜日（木曜深夜）中井真奈
- 土曜日（金曜深夜）野村朋未[11]（2021年4月17日 - 9月25日）

### 中途降板
- 山本量子（土曜日、2018年1月5日 - 6月1日）
  - 2014年から続いている婦人系の疾患の影響（2022年にがんであることを公表）で深夜の生放送番組への出演が難しいほど体調が優れないことを理由に、2018年6月8日放送分から休演[12]。以降の土曜放送分には、他曜日のパーソナリティから、週替わりで1名が代演していた。同年9月22日放送分において、同月限りで正式に降板（卒業）することを発表。
- みぃ（土曜日、2018年10月6日 - 2021年1月30日）
  - 山本と同様の理由で出演を休止したため、野村が起用されるまでの放送では、他曜日のパーソナリティから週替わりで1名が代演していた。野村の起用発表と同じタイミングで懐妊を公表した。

### 変遷
| 放送期間                      | 火曜日 （月曜深夜） | 水曜日 （火曜深夜） | 木曜日 （水曜深夜） | 金曜日 （木曜深夜） | 土曜日 （金曜深夜） |
| ----------------------------- | ------------------- | ------------------- | ------------------- | ------------------- | ------------------- |
| 2018年1月2日 - 9月29日        | 中倉真梨子          | 廣川陽子            | 塩田えみ            | 中井真奈            | 山本量子            |
| 2018年10月2日 - 2021年4月10日 | 中倉真梨子          | 廣川陽子            | 塩田えみ            | 中井真奈            | みぃ                |
| 2021年4月13日 - 9月25日       | 中倉真梨子          | 廣川陽子            | 塩田えみ            | 中井真奈            | 野村朋未            |

## 今月の応援曲
『もうすぐ夜明けABC』内で毎月放送していた「もうすぐ夜明けが応援する この1曲 今月の唄」の後継企画。今後の活躍が注目される歌手の楽曲や、放送月に発売される注目の新曲を、ヘヴィー・ローテーション形式で1か月間にわたって3時台に流す。
| 年月                   | 曲名                     | 歌手名         | 発売日               |
| ---------------------- | ------------------------ | -------------- | -------------------- |
| 2018年（平成30年）1月  | 新世界ブルース           | ザ50回転ズ     | 2018年1月17日        |
| 2018年（平成30年）2月  | 宵待ち灯り               | 伍代夏子       | 2018年2月7日         |
| 2018年（平成30年）3月  | 今帰仁の春               | 大城バネサ     | 2017年9月23日        |
| 2018年（平成30年）4月  | プリンシパルの君へ       | ジャニーズWEST | 2018年3月7日         |
| 2018年（平成30年）5月  | 人生坂                   | 三門忠司       | 2018年4月18日        |
| 2018年（平成30年）6月  | さらせ冬の嵐             | 山内惠介       | 2018年3月28日        |
| 2018年（平成30年）7月  | プロポーズ               | 純烈           | 2018年2月14日        |
| 2018年（平成30年）8月  | 素肌                     | 藤あや子       | 2018年4月11日        |
| 2018年（平成30年）9月  | スタートダッシュ!        | ジャニーズWEST | 2018年8月15日        |
| 2018年（平成30年）10月 | 音色                     | FLOW           | 2018年8月29日        |
| 2018年（平成30年）11月 | 泣かせてトーキョー       | ファン・カヒ   | 2018年11月7日        |
| 2018年（平成30年）12月 | baby baby                | ソナーポケット | 2018年10月10日       |
| 2019年（平成31年）1月  | 駆けて行け!              | 水沢明美       | 2018年11月14日       |
| 2019年（平成31年）2月  | 浜防風                   | 山崎ていじ     | 2019年1月23日        |
| 2019年（平成31年）3月  | みちのく望郷歌           | 門松みゆき     | 2019年2月27日        |
| 2019年（平成31年）4月  | And go!                  | Bigfumi        | 2019年3月27日        |
| 2019年（令和元年）5月  | おかんの呼ぶ声           | 円広志         | 2019年4月24日        |
| 2019年（令和元年）6月  | 純烈のハッピーバースデー | 純烈           | 2019年5月15日        |
| 2019年（令和元年）7月  | 男の奇跡                 | 三門忠司       | 2019年7月17日        |
| 2019年（令和元年）8月  | 泣いちゃいえ渡り鳥       | 水雲-MIZMO-    | 2019年7月17日        |
| 2019年（令和元年）9月  | 自分だけの空             | 番匠谷紗衣     | 2019年8月21日        |
| 2019年（令和元年）9月  | ファーストフライト       | 杏沙子         | 2019年7月17日        |
| 2019年（令和元年）10月 | 茜色の空                 | 中澤卓也       | 2019年7月17日        |
| 2019年（令和元年）11月 | Big Shot!!               | ジャニーズWEST | 2019年10月9日        |
| 2019年（令和元年）12月 | Big Shot!!               | ジャニーズWEST | 2019年10月9日        |
| メランコリーに抱かれて | ファン・カヒ             | 2020年1月8日   |                      |
| メランコリーに抱かれて | ファン・カヒ             | 2020年1月8日   | 2020年（令和2年）1月 |
| 2020年（令和2年）2月   | 別れのボレロ             | 山崎ていじ     | 2020年1月22日        |
| 2020年（令和2年）3月   | 浜木綿しぐれ             | 門松みゆき     | 2020年2月5日         |
| 2020年（令和2年）4月   | 何でやねん               | 小川みすず     | 2020年3月4日         |
| 2020年（令和2年）5月   | 満ち潮                   | 川野夏美       | 2019年11月6日        |
| 2020年（令和2年）6月   | べっぴん音頭             | みちのく娘!    | 2020年5月13日        |
| 2020年（令和2年）7月   | ひとりぼっちの海峡       | 多岐川舞子     | 2020年5月20日        |
| 2020年（令和2年）8月   | 北のおんな町             | 三山ひろし     | 2020年1月8日         |
| 2020年（令和2年）9月   | 昔のひと                 | モングン       | 2020年9月2日         |
| 2020年（令和2年）10月  | 私らしくて               | 松川未樹       | 2020年10月7日        |
| 2020年（令和2年）11月  | 雪窓                     | 花咲ゆき美     | 2020年11月4日        |
| 2020年（令和2年）12月  | 勿忘草                   | 川野夏美       | 2020年12月2日        |
| 2021年（令和3年）1月   | 花の命                   | 門松みゆき     | 2021年1月27日        |
| 2021年（令和3年）2月   | 憧れて                   | 浜圭介         | 2021年1月27日        |
| 2021年（令和3年）3月   | おんなの津軽             | 津吹みゆ       | 2021年2月24日        |
| 2021年（令和3年）4月   | 姉弟役者                 | 朝花美穂       | 2021年4月14日        |
| 2021年（令和3年）5月   | 北の慕情                 | 大川栄策       | 2021年4月28日        |
| 2021年（令和3年）6月   | おんなの三叉路           | 金田たつえ     | 2021年4月21日        |
| 2021年（令和3年）7月   | 想い                     | 北島三郎       | 2021年6月5日         |
| 2021年（令和3年）8月   | 相馬 明日酒              | 福島はじめ     | 2021年8月4日         |
| 2021年（令和3年）9月   | 三十石船哀歌             | 成世昌平       | 2021年8月25日        |